# واق (نقش‌مایه)
واق یا درخت سخنگو، که درختی بارور از میوه‌هایی از نوع انسان و حیوان است، ششمین نقش مایه از مجموع هفت نقش مایه و کهن الگوهای نگارگری، کتب آرائی، قالی بافی، سفال‌گری و معماری ایرانی ست (اصول هفتگانه هنر ایرانی). افسانه درخت سخنگو، یا درخت واق، و نقوش آن، بخشی از هنر تخیلی ایرانی و اسلامی چه در حوزه نگارگری و چه در سایر هنرها به‌شمار می‌رود. و خاستگاه آن، پنهان در اعماق متون داستان‌ها، و افسانه‌هاست. درخت واق، درختی ست که در بیان اساطیری، در طول زمان، از نظرها پنهان گشته و ناپدید شده‌است. بنابر داستان‌های اسلامی نیز، در قرآن از درختی با سرهایی از شیاطین یاد شده‌است. انواع گوناگون این نقوش شامل ترکیبات تزیینی «انسان- گیاه» و «حیوان- گیاه» است و به صورت تذهیب در حاشیه یا در متن آثار نگارگری، تصویرسازی کتب، و برخی دیگر از هنرهای دستی همچون سفالگری و قلم‌زنی پدیدار شده‌است. خاستگاه نقش مایه واق از قرن ششم هجری به این سو، و در سرزمین‌های شرقی یافت شده‌است. در حقیقت نقوش واق به‌عنوان نقشی تزیینی، مهم و بنیادین در هنر شرق به‌شمار می‌رود؛ به‌ویژه این که نقوش، بعدها در حاشیه فرش‌های مغولی و هندی فراوان به کار گرفته شده‌اند.
در تبارشناسی نقش مایه واق، باید در نظر داشت که در برخی جوامع، در ریشه‌های اساطیری و افسانه‌های باستان، درخت به عنوان عنصری مقدس، مورد احترام و پرستش واقع می‌شده‌است. درخت در کهن‌ترین تصویرش، درخت کیهانی غول پیکری است که رمز کیهان و آفرینش است. با توجه به ارتباط تنگاتنگ درخت با زندگی بشر، بسیاری از جوامع حالتی از قداست را برای درخت قائل بوده‌اند. رابطه انسان و درخت و قدسیت آن تا بدانجا پیش رفته‌است، که در برخی فرهنگ‌ها، زایش انسان را از بطن درخت می‌پنداشتند و از سوی دیگر، در برخی از تصاویر، درخت‌ها بوده‌اند که از بطن بدن انسان می‌روییدند. در حقیقت این اعتقاد بخشی از مراسم آیینی، مذهبی، سحر و جادو و منشأ آثار هنری برخی از اقوام را شکل می‌داده و تحت تأثیر قرار داده‌است. نقش واق، در حقیقت اصل ششم هنر نگارگری ایران است، که تقریباً از سده ششم هجری به‌طور خاص وارد هنر کتاب آرایی ایران گردیده‌است. این نقاشی ترکیبی از عناصر گیاهی و شاخ و برگ‌های گل‌ها و صورتک‌های انسانی و حیوانی است و بیشتر در حواشی نسخه‌ها، روی جلدها، حواشی نگاره‌های تک برگی و غیره از آن به کار رفته‌است. منشأ پیدایش این نوع نقاشی و به ویژه عنوان آن، موقوف به افسانه ای در باب درختی در جزایر واق واق است. درخت سخنگو و درخت واق واق دو نمونه از نمونه درختان افسانه‌ای هستند که در فرهنگ و هنر اسلامی وارد شده‌اند، و با اتکا بر افسانهٔ سحرانگیزی که آن‌ها را شکل داده‌است، قسمت اعظمی از خلقت طرح‌ها و نقوش را به خود اختصاص داده‌اند. اشکال واق که توسط نگارگران ایرانی ارائه شده‌اند، اختلاط و امتزاج ترکیب‌های تزیینی و تخیلی را به نحو زیبایی به نمایش گذاشته‌اند. نقوش تزیینی واق، که ترکیبی از سر جانداران طبیعی یا تخیلی با ساقه‌ها و گل‌های اسلیمی و ختایی است و به عنوان یکی از نقش مایه‌های اصلی قالی بافی ایران مطرح می‌شود و در طرح‌های مختلفی چون لچک ترنج و درختی جلوه گر گردیده‌است، پایه و اساس خلق بسیاری از نگارگری‌ها، و موتیفی بنیادین در هنر ایرانی ست.